# Ursinia macropoda
Ursinia macropoda là một loài thực vật có hoa trong họ Cúc. Loài này được (DC.) N.E.Br. miêu tả khoa học đầu tiên.